# 拉德洛 (密蘇里州)
拉德洛（英語：Ludlow）是位於美國密蘇里州利文斯頓縣的村。

## 人口
根據2020年美國人口普查的數據，拉德洛的面積為0.41平方千米，皆為陸地。當地共有人口111人，而人口密度為每平方千米271人。